# Улица Тяхесаю
Улица Тя́хесаю, также Тя́хесаю-те́э (эст. Tähesaju tee — Звездопадная) — улица в районе Ласнамяэ города Таллина, столицы Эстонии.

## География
Проходит через микрорайон Тондираба. 
Начинается от улицы Варраку, заканчивается на перекрёстке с улицей Мустакиви. Протяжённость — 979 м.

## История
Улица получила своё название 20 апреля 2005 года в честь метеоритного следа Тондираба, образовавшегося от удара метеорита, упавшего около 22900 лет до н. э. на известняковую породу среднеордовикской формации Вяо. След от удара имеет глубину до 5 см и размер 20х30 см, от него исходят радиальные трещины длиной 1,3—2 метра. 
Метеоритный след Тондираба считается геологическим объектом, имеющим историческую и культурную ценность. В настоящее время он закрыт насыпным грунтом, и его местонахождение отмечено знаками на лужайке перед магазином «Bauhaus». В честь метеоритного следа также названы близрасположенная улица Таэвакиви (эст. Taevakivi — Небесный камень), автобусная остановка на улице Тяхесаю «Лендтяхе» (эст. Lendtähe — Метеорная) и автобусная остановка на улице Лаагна «Сабатяхе» (эст. Sabatähe — Кометная).

## Учреждения и предприятия
На улице расположено основная часть предприятий основанного в 2006 году торгово-развлекательного парка «Тяхесаю» (Tähesaju City), в частности:

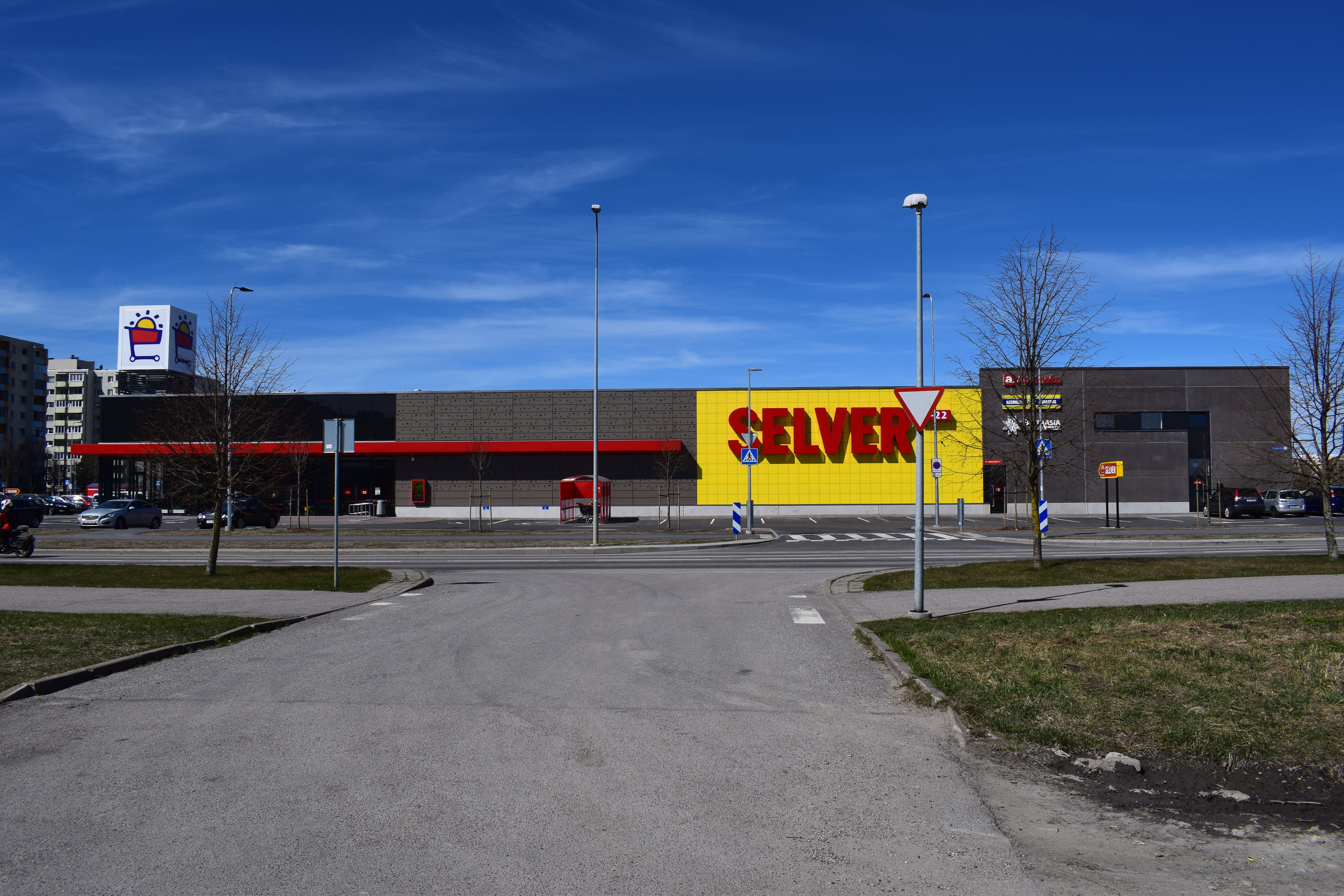
Ул. Тяхесаю, 1. Магазин «Selver»

- Tähesaju tee 1 — магазин торговой сети «Selver»;
- Tähesaju tee 4 — магазин торговой сети «Lidl»[10];
- Tähesaju tee 8 — Ласнамяэский магазин строительных товаров торговой сети «Bauhaus»;
- Tähesaju tee 14 — Тяхесаюское бюро Эстонской кассы по безработице[11];
- Tähesaju tee 27/29 — магазин бытовой техники и электроники торговой сети «OnOff»[12];
- Tähesaju tee 31 — магазин мебели и аксессуаров для дома торговой сети «Home4you»[13];
- Tähesaju tee 31 — велосипедный магазин торговой сети «Velomarket»[14];
- Tähesaju tee 33 — Ласнамяэское представительство корпорации «Toyota» «Elke Mustakivi»[15].

Рядом с улицей находится тропа здоровья Тондираба.

## Общественный транспорт
По улице курсируют городские автобусы маршрутов № 51 и 65.

Улица Тяхесаю
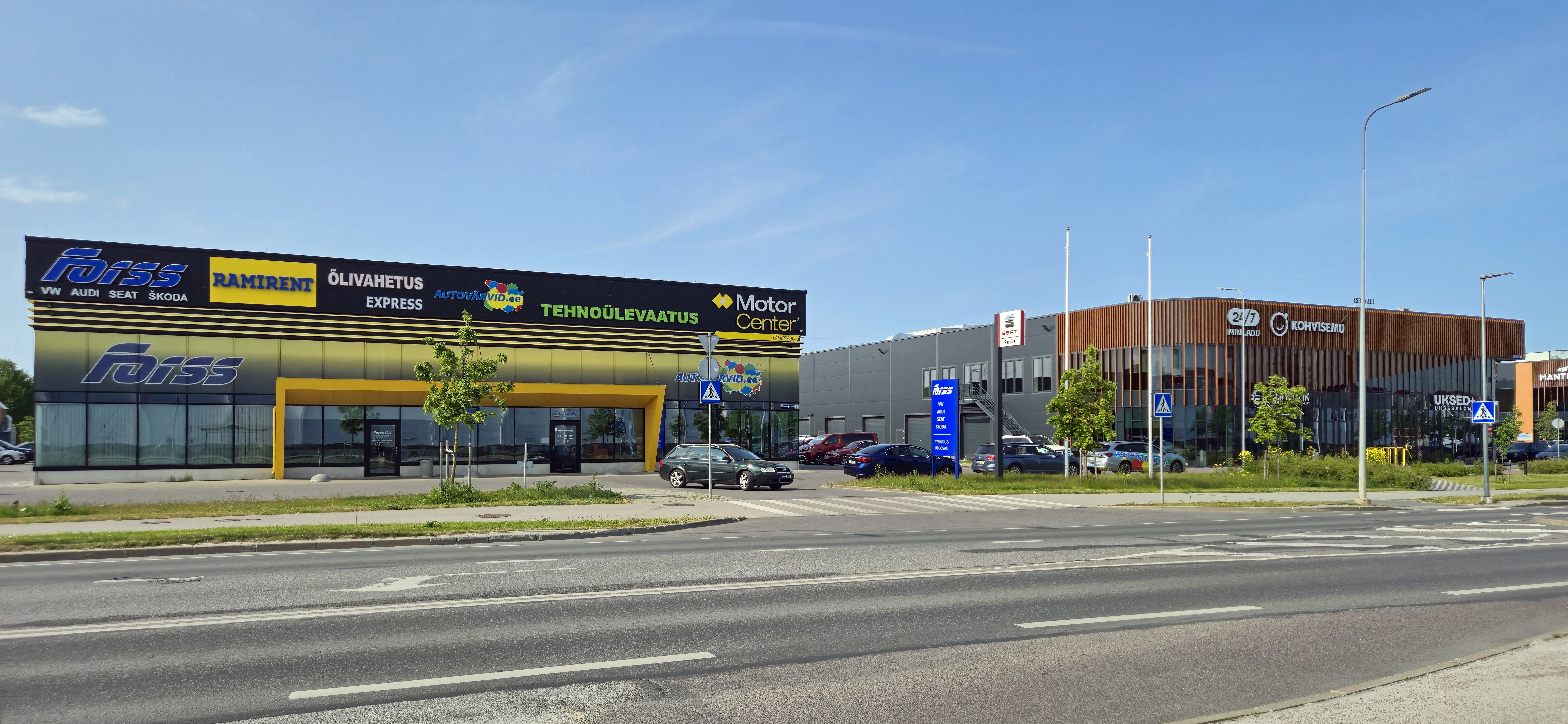
Дома 7 и 9 — торгово-офисные здания
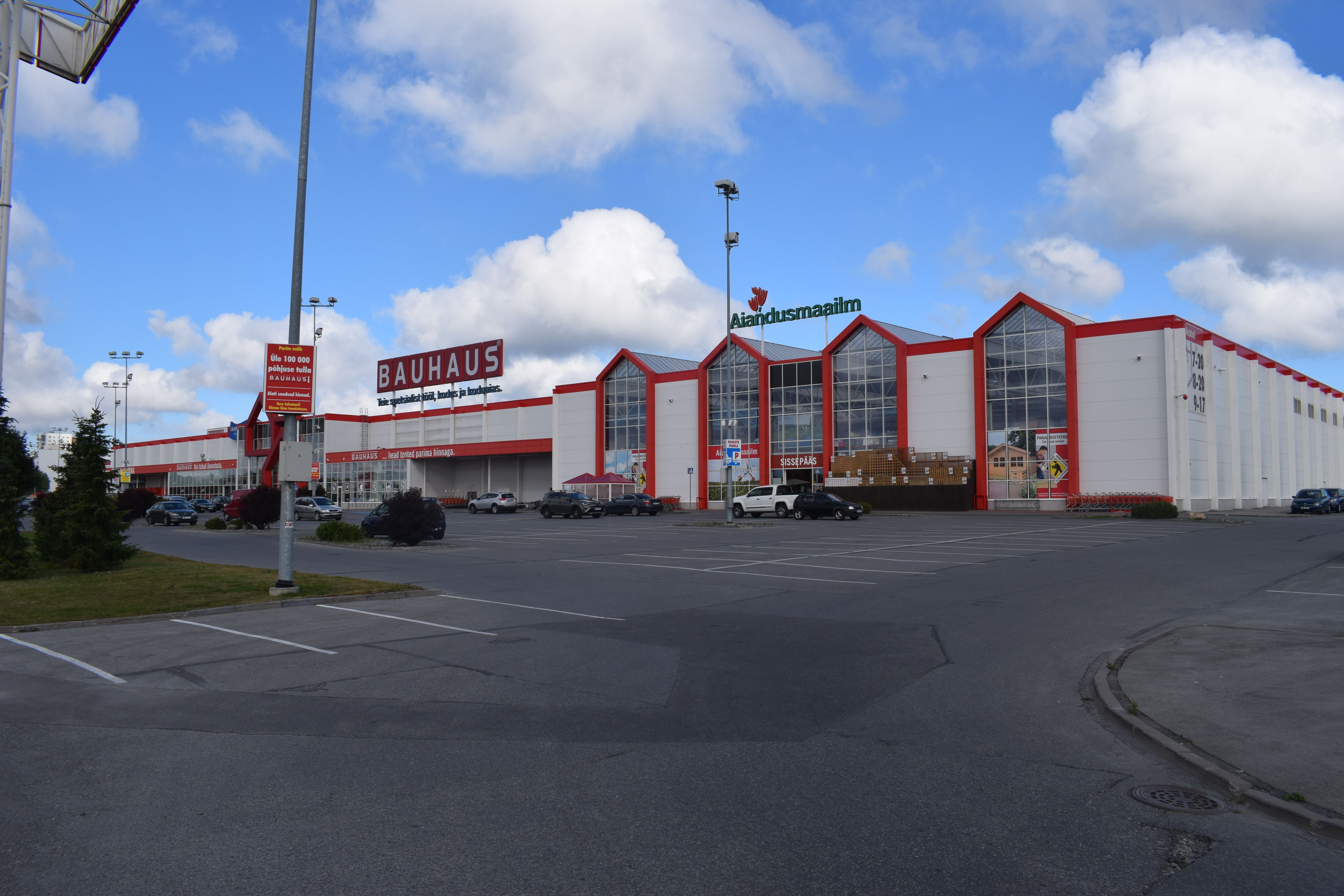
Дом 8, магазин «Bauhaus»
Дом 11, торгово-офисное здание в стиле loft-office
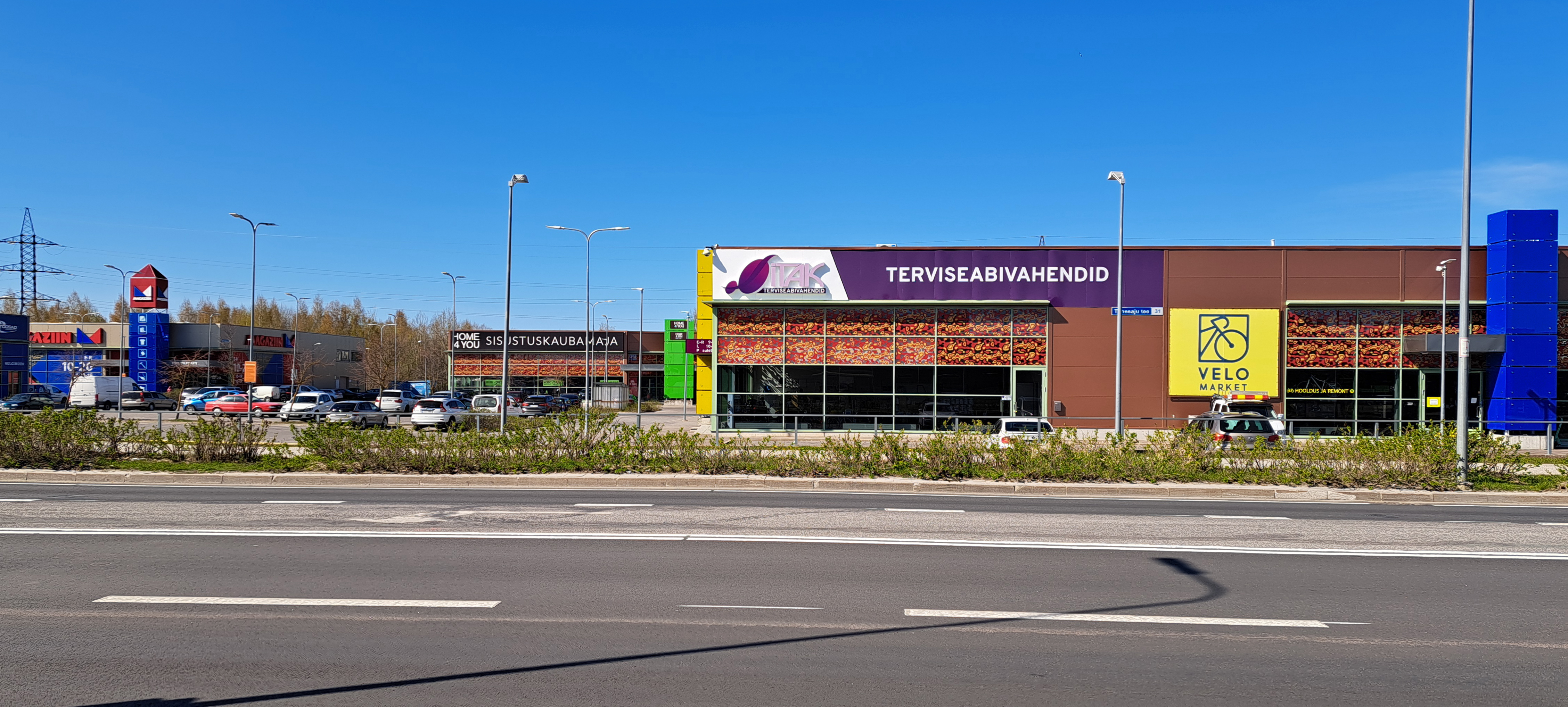
Магазины торгово-развлекательного парка «Tähesaju City» (дома 25, 27 и 31)